# شگفت‌انگیز (فیلم ۲۰۱۰)
شگفت‌انگیز (انگلیسی: Marvelous) یک فیلم کمدی و اکشن هندی به زبان تلوگو محصول سال ۲۰۱۰ به کارگردانی وی. وی. وینایاک با بازی ان.تی راما رائو جونیور و نایانتارا است.

## داستان
داستان دربارهٔ دو برادر دوقلوی همسان است که در بدو تولد از هم جدا می‌شوند. آنها توسط پیرزنی که عروسش برای سومین بار فرزند مرده به دنیا آورد از هم جدا شدند. ناراسیمها توسط یک مادر مجرد بزرگ می‌شود و او مأمور مخفی یک پلیس ارشد به نام نایاک می‌شود. چاری (همزاد ناراسیمها) توسط خانواده‌ای از کشیشان سنتی برهمن بزرگ شده می‌شود.